# Linea circolare di Aichi

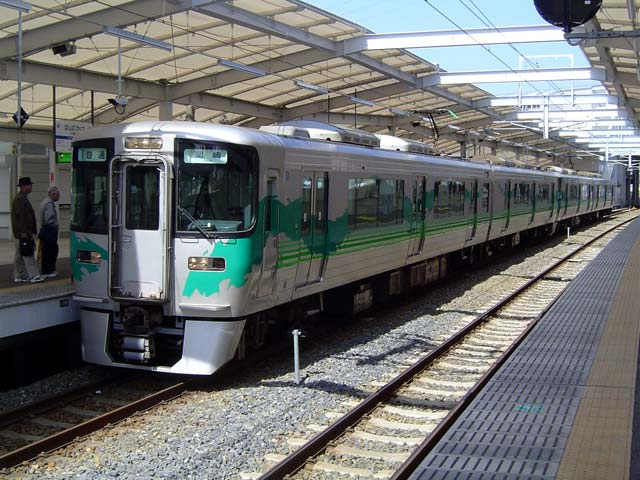
Un treno della serie 2100 in servizio

La linea circolare di Aichi (愛知環状鉄道線?, Aichi Kanjō Tetsudō-sen, lett. Linea ferroviaria circolare Aichi) è una linea ferroviaria operata dalla società Aichi Kanjō Tetsudō situata a est di Nagoya, interamente nella prefettura di Aichi in Giappone. Essa unisce la stazione di Okazaki nella città omonima con quella di Kōzōji a Kasugai. Sebbene la definizione la intenda come una linea circolare, in realtà non è un anello completo, ma un emiciclo. La gestione è partecipata dalla prefettura di Aichi e dalla città di Toyota, grazie alla quale la linea è molto utilizzata dai lavoratori delle fabbriche della Toyota situate nell'omonima città.

## Servizi e stazioni

### Servizi
Tutti i treni della linea sono locali, e fermano in tutte le stazioni. La frequenza è di 2 treni all'ora, aumentati a 3 o 4 durante l'ora di punta del mattino e della sera.

### Stazioni
- Tutte le stazioni si trovano nella prefettura di Aichi.
- I treni possono incrociarsi presso le stazioni segnalate dai simboli "◇", "^", e "v".

| Num.              | Stazione          | Giapponese        | Distanza          | Distanza          | Collegamenti                                           |                                                        | Posizione                                              |
| Num.              | Stazione          | Giapponese        | Interst.          | Totale            | Collegamenti                                           |                                                        | Posizione                                              |
| ----------------- | ----------------- | ----------------- | ----------------- | ----------------- | ------------------------------------------------------ | ------------------------------------------------------ | ------------------------------------------------------ |
| 01                | Okazaki           | 岡崎              | -                 | 0.0               | linea principale Tōkaidō                               | ｜                                                     | Okazaki                                                |
| 02                | Mutsuna           | 六名              | 1.7               | 1.7               |                                                        | ◇                                                      | Okazaki                                                |
| 03                | Naka-Okazaki      | 中岡崎            | 1.7               | 3.4               | Linea Meitetsu Nagoya (Okazaki-Kōen-Mae)               | ^                                                      | Okazaki                                                |
| 04                | Kita-Okazaki      | 北岡崎            | 1.9               | 5.3               |                                                        | v                                                      | Okazaki                                                |
| 05                | Daimon            | 大門              | 1.2               | 6.5               |                                                        | ｜                                                     | Okazaki                                                |
| 06                | Kitano-Masuzuka   | 北野桝塚          | 2.2               | 8.7               |                                                        | ^                                                      | Okazaki                                                |
| 07                | Mikawa-Kamigō     | 三河上郷          | 2.0               | 10.7              |                                                        | v                                                      | Toyota                                                 |
| 08                | Ekaku             | 永覚              | 1.7               | 12.4              |                                                        | ｜                                                     | Toyota                                                 |
| 09                | Suenohara         | 末野原            | 1.6               | 14.0              |                                                        | ◇                                                      | Toyota                                                 |
| 10                | Mikawa-Toyota     | 三河豊田          | 1.9               | 15.9              |                                                        | ^                                                      | Toyota                                                 |
| 11                | Shin-Uwagoromo    | 新上挙母          | 1.7               | 17.6              | Linea Meitetsu Mikawa (Uwagoromo)                      | ∥                                                      | Toyota                                                 |
| 12                | Shin-Toyota       | 新豊田            | 1.9               | 19.5              | Linea Meitetsu Mikawa (Toyotashi)                      | v                                                      | Toyota                                                 |
| 13                | Aikan-Umetsubo    | 愛環梅坪          | 2.0               | 21.5              |                                                        | ｜                                                     | Toyota                                                 |
| 14                | Shigō             | 四郷              | 2.0               | 23.5              |                                                        | ◇                                                      | Toyota                                                 |
| 15                | Kaizu             | 貝津              | 2.0               | 25.5              |                                                        | ｜                                                     | Toyota                                                 |
| 16                | Homi              | 保見              | 1.3               | 26.8              |                                                        | ◇                                                      | Toyota                                                 |
| 17                | Sasabara          | 篠原              | 2.4               | 29.2              |                                                        | ◇                                                      | Toyota                                                 |
| 18                | Yakusa            | 八草              | 2.8               | 32.0              | Linimo (L09)                                           | ◇                                                      | Toyota                                                 |
| 19                | Yamaguchi         | 山口              | 2.6               | 34.6              |                                                        | ◇                                                      | Seto                                                   |
| 20                | Setoguchi         | 瀬戸口            | 2.1               | 36.7              |                                                        | ◇                                                      | Seto                                                   |
| 21                | Setoshi           | 瀬戸市            | 2.4               | 39.1              | Linea Meitetsu Seto (Shin-Seto)                        | ^                                                      | Seto                                                   |
| 22                | Nakamizuno        | 中水野            | 2.8               | 41.9              |                                                        | ∥                                                      | Seto                                                   |
| 23                | Kōzōji            | 高蔵寺            | 3.4               | 45.3              | Linea principale Chūō                                  | ∥                                                      | Kasugai                                                |
| Servizio diretto: | Servizio diretto: | Servizio diretto: | Servizio diretto: | Servizio diretto: | via linea principale Chūō fino a Nagoya (alcuni treni) | via linea principale Chūō fino a Nagoya (alcuni treni) | via linea principale Chūō fino a Nagoya (alcuni treni) |